# Paulo Mussalém
Paulo César Mussalém, mais conhecido apenas como Paulo Mussalém (Rio de Janeiro, 18 de março de 1947), é um ex-treinador brasileiro de futsal..

## Carreira
Formado em Educação Física pela UFRJ, Paulo Mussalém já passou por diversos clubes, entre os quais estão o Carlos Barbosa (onde conquistou diversos títulos estaduais, nacionais e internacionais) e a extinta parceria entre Imperial de Petrópolis e Fluminense, que só perdurou durante um ano. Mussalém também esteve no futsal carioca treinando o Teresópolis, ainda em 2007.

## Títulos[3]
Atlântica Boa Vista
- Taça Brasil: 1984

Seleção Brasileira
- Campeonato Sul-Americano: 1986

Perdigão
- Campeonato Catarinense: 1986
- Taça Brasil: 1987

Água Branca
- Taça Brasil: 1988

UNESC
- Campeonato Capixaba: 1998, 1999 e 2000

Carlos Barbosa
- Liga Futsal: 2001, 2004 e 2009
- Campeonato Gaúcho: 2004, 2009 e 2010
- Taça Brasil: 2009
- Superliga de Futsal: 2011
- Campeonato Sul-Americano de Clubes (Zonal Sul): 2010
- Campeonato Sul-Americano de Clubes: 2011

Teresópolis
- Campeonato Carioca: 2007

## Outros títulos
- Campeão Mundial FIFA: 2004
- Tricampeão Carioca
- Bicampeão Paulista
- Bicampeão Sul Americano: 2003 e 2011

## Campanhas de destaque
Carlos Barbosa
- Liga Futsal: 1998 (vice-campeão)
- Copa Intercontinental: 2011 (vice-campeão)

Flamengo
- Liga Futsal: 2001 (3º lugar)

## Títulos individuais
- Melhor treinador de futsal do Mundo: 2009
- Melhor treinador da Liga Nacional: 2001, 2005 e 2009